# Villanueva de Perales
Villanueva de Perales es un municipio de España perteneciente a la Comunidad de Madrid. En 2017 contaba con una población de 1519 habitantes.

## Geografía
Ubicación
La localidad está situada a una altitud de 595 m sobre el nivel del mar.
| Noroeste: Navalagamella | Norte: Quijorna | Noreste: Brunete       |
| Oeste: Navalagamella    |                 | Este: Sevilla la Nueva |
| Suroeste: Villamantilla | Sur: Villamanta | Sureste: Villamanta    |

## Historia
Hacia mediados del siglo XIX, la villa tenía contabilizada una población de 236 habitantes. Aparece descrita en el decimosegundo volumen del Diccionario geográfico-estadístico-histórico de España y sus posesiones de Ultramar de Pascual Madoz de la siguiente manera:

PERALES DE MILLA ó VILLANUEVA DE PERALES: v. que forma ayunt. con Quijorna (1 leg.) en la prov., y aud. terr. de Madrid (7), part. jud. de Navalcarnero (3), c. g. de Castilla la Nueva, dióc. de Toledo (12). sit. en terreno llano; la combaten todos los vientos, en particular el E., su clima es templado, y las enfermedades mas comunes intermitentes. Tiene 63 casas de inferior construccion, cárcel en buen estado, una fuente bastante destruida, y una igl. parr. (la Natividad de Ntra. Sra.), con curato de entrada y provision ordinaria: los vec. se surten de las aguas del r. Perales, que pasa tocando á las casas. Confina el term. N. Navalagamella; E. Brunete y Quijorna; S. Sevilla la Nueva ó Sevilleja, y O. Chapineria: se estiende 3 leg. de N. á S., y 1 1/2 de E. á O., y comprende 2 casas de campo tituladas Valdetablas y casa de Milla; 2 montes de encina, enebro y olmos, 3 sotos, dos de la v. y el otro del Sr. de Veraguas, y algunos prados con regulares pastos. El terreno es de secano y de mediana calidad. caminos: los que dirigen á los pueblos limítrofes, en mal estado. El correo se recibe en Villamantilla, por balijero. prod.: trigo, cebada, centeno, algarrobas, garbanzos y legumbres; mantiene ganado vacuno y de cerda; cria caza de conejos, liebres, perdices y otras aves, y pesca muy buena de barbos, anguilas y cachos. ind.: la agrícola y cria de cerda. pobl.: 64 vec., 236 almas. cap. prod.: 1.186,035 rs. imp.: 71,708. contr. segun el cálculo general y oficial de la prov., 9'65 por 100.
(Madoz, 1849, p. 802)

## Demografía
Cuenta con una población de 1674 habitantes (INE 2024).
| Gráfica de evolución demográfica de Villanueva de Perales entre 1842 y 2021 |
| |
| Población de derecho según los censos de población del INE Población de hecho según los censos de población del INEEn este censo se denominaba Villanueva de Perales de Milla: 1842 |

## Símbolos
El escudo heráldico y la bandera que representan al municipio fueron aprobados de manera oficial el 30 de marzo de 2003. El escudo sigue el siguiente blasón:

En campo de oro, tres perales de sinople, bien ordenados; bordura jaquelada de 16 piezas, ocho de oro y ocho de veros. Escudo timbrado con la Corona Real de oro.
Boletín Oficial de la Comunidad de Madrid nº 41 de 18 de febrero de 2003

La descripción textual de la bandera municipal es la siguiente:

De proporciones 2/3, dividida diagonalmente desde la parte superior del asta a la inferior del batiente en dos partes iguales. La de arriba verde y la de abajo amarilla. Lleva sobrepuesto en el centro el Escudo de Armas timbrado de la villa de Villanueva de Perales.
Boletín Oficial de la Comunidad de Madrid nº 41 de 18 de febrero de 2003

## Transportes
El municipio tan solo dispone de una línea de autobús, operada por Arriva Madrid, pero no comunica con Madrid capital. Dicha línea es:
| Línea | Recorrido                                                          |
| ----- | ------------------------------------------------------------------ |
| 531A  | Móstoles (Hospital Rey Juan Carlos) - Navalcarnero - Villamantilla |

## Patrimonio
El edificio de su Ayuntamiento y la Casa de la Cultura son obra del arquitecto Miguel Fisac.